# شهرستان شیچونگ
شهرستان شیچونگ (به لاتین: Xichong County) یک شهرستان‌های جمهوری خلق چین در چین است که در نانچونگ واقع شده‌است.
 شهرستان شیچونگ ۱٬۱۰۸ کیلومتر مربع مساحت و ۷۲۰٬۰۰۰ نفر جمعیت دارد.